# Гордон, Леонид Абрамович
Леони́д Абра́мович Гордо́н (7 мая 1930, Москва — 21 августа 2001) — советский и российский историк, социолог и политолог. Доктор исторических наук.

## Биография
Окончил исторический факультет МГУ, под влиянием профессора И. М. Рейснера избрал областью своей специализации положение рабочего класса в Индии. Кандидатскую диссертацию «Из истории рабочего класса Индии (положение пролетариата Бомбея в 1918—1939 гг.)» защитил в 1960 году в Институте народов Азии АН СССР. Доктор исторических наук (1979, диссертация «Подъём благосостояния и совершенствование быта рабочего класса в период развитого социализма: историко-социологическое исследование сдвигов в уровне и образе жизни советского рабочего класса в 60—70-е годы»).
После окончания университета работал учителем истории в школе (так как не был допущен в аспирантуру по «пятому пункту», несмотря на рекомендацию кафедры), а в 1956 году был принят в Фундаментальную библиотеку общественных наук АН СССР, которая в те годы была средоточием московской интеллектуальной жизни (сменит его там однофамилец А.В. Гордон). Затем работал в Институте востоковедения АН СССР. Опубликовал ряд работ по социальной истории Индии. Знал о существовании на истфаке МГУ нелегальной марксистской организации Краснопевцева, но отказался в неё вступить.
В середине 1960-х годов у него возобладал интерес к конкретной социологии. Став в 1965 году ведущим сотрудником социологической лаборатории Института труда, он много ездил по стране, проводил обследования на предприятиях, изучал «микроткань» общественной жизни: быт, свободное время и образ жизни рабочего класса.
С 1966 по 1991 год работал в Институте международного рабочего движения АН СССР, где со временем стал руководителем влиятельного научного направления в российской социальной истории и социологии. В 1967—1968 годах был одним из участников комплексного социологического исследования условий жизни и быта городского населения (проект «Таганрог»). Результаты этой работы получили отражение в книгах «Свободное время» (в соавторстве с Н. М. Римашевской) и «Человек после работы» (1973, в соавторстве с Э. В. Клоповым). Под руководством Л. А. Гордона была подготовлена книга «Типология несоциалистических стран» (1976), где применялись методы многомерной классификации.
В 1991 году возглавил Центр исследования общественных движений Института мировой экономики и международных отношений РАН.

## Научная деятельность
Л. А. Гордон стоял у истоков особой отрасли социологических исследований — социологии быта, изучавшей эту сферу человеческой жизни, которая в советское время считалась вторичной по отношению к производству и общественной активности, и потому не заслуживавшей внимания ученых.
В 1990-е годы написал десятки научных и научно-публицистических работ, внёс крупный вклад в теорию социальной структуры российского общества, социологию массовых движений, исследования быта и свободного времени, историю российского общества, политическую науку.
Особо пристальное внимание уделял анализу возрождавшегося рабочего (в том числе шахтёрского) движения — не только анализу, но и просвещению его участников и молодых лидеров. Тесное общение и сотрудничество с ними существенно расширило возможности наблюдения за развитием этого субъекта обновления нашего общества и помогало при анализе социального и политического потенциала этого движения.

## Оценки
Леонид Абрамович Гордон был наделён редким даром предвидеть основные тенденции развития мира и России, обладал редкими исследовательскими и организаторскими способностями, умением привлекать к совместной работе учёных — специалистов разных научных дисциплин и разных стран. Всё это способствовало тому, что он стал одним из наиболее авторитетных российских учёных-«шестидесятников», чьими талантами и усилиями в нашей стране была возрождена и сравнительно быстро выведена на вполне достойный уровень отечественная социология.

## Избранные труды
- Из истории рабочего класса Индии. Положение Бомбейского пролетариата в новейшее время. М.: ИВЛ, 1961.
- Человек после работы. Социальные проблемы быта и внерабочего времени. По материалам изучения бюджетов времени в крупных городах Европейской части СССР. М.: Наука, 1972. (Совместно с Э. В. Клоповым)
- Пятидневная рабочая неделя и свободное время трудящихся (Таганрогские исследования). М.: Мысль, 1972. (Совместно с Н. М. Римашевской).
- Типология несоциалистических стран (Опыт многомерно-статистического анализа народных хозяйств). М.: Наука, 1976. (Совместно с Л. А. Фридманом и др.).
- Социальное развитие рабочего класса СССР: рост численности, квалификации, благосостояния рабочих в развитом социалистическом обществе. Историко-социологические очерки. М.: Наука, 1977. (Совместно с Э. В. Клоповым).
- Гордон Л. А., Клопов Э. В., Оников Л. А. Черты социалистического образа жизни: быт городских рабочих вчера, сегодня, завтра. — М.: Знание, 1977. — 159 с.
- Социально-экономические проблемы труда и быта рабочего класса. (Руководство авторским коллективом и редактирование — совместно с Т. Т. Тимофеевым; написание разделов). М.: ИМРД АН СССР, 1979.
- Рабочий класс СССР на рубеже 80-х годов. Ч. I—II. (Руководство авторским коллективом и общее редактирование; написание разделов книги — совместно с Э. В. Клоповым и А. К. Назимовой). М.: ИМРД АН СССР, 1981.
- Развитие рабочего класса в социалистическом обществе. Интернациональные закономерности и национальные особенности. (Руководство авторским коллективом и общее редактирование — совместно с Т. Т. Тимофеевым и Э. В. Клоповым; написание глав и разделов книги совместно с Э. В. Клоповым, Г. П. Козловой, З. И. Фаинбургом). М.: Наука, 1982.
- Социальное и культурное развитие рабочего класса в социалистическом обществе. Ч. I—II. (Общее редактирование — совместно с Э. В. Клоповым и А. К. Назимовой; написание разделов книги — совместно с А. К. Назимовой и Л. Г. Перфильевой). М.: ИМРД АН СССР, 1982.
- Социальный прогресс советского общества и перспективы развития рабочего класса. М.: ИМРД АН СССР, 1983.
- Прогресс повседневной бытовой деятельности советских рабочих в 60-70-е годы. М.: ИМРД АН СССР, 1983. (Совместно с Э. К. Клоповым и Е. Б. Груздевой).
- Технико-технологические сдвиги и социальное развитие промышленного ядра рабочего класса. М.: ИМРД АН СССР, 1983. (Совместно с А. К. Назимовой).
- Тенденции и перспективы развития рабочего класса в социалистическом обществе. Сборник научных трудов. (Руководство авторским коллективом, составление, общее редактирование — совместно с М.Гулаковой и А. К. Назимовой); написание разделов книги — совместно с А. К. Назимовой и В. В. Комаровским). Прага: Институт философии и социологии ЧСАН, 1985. (На русском языке)
- Рабочий класс СССР: тенденции и перспективы социально-экономического развития. М.: Наука, 1985. (Совместно с А. К. Назимовой)
- Советские рабочие в условиях ускорения социально-экономического развития. М.: Наука, 1987. (Отв. ред., автор разделов).
- Рабочий класс в социалистическом обществе: тенденции и перспективы развития в условиях интенсификации и перестройки экономики. М.: Наука, 1988.
- Что это было? Размышления о предпосылках и итогах того, что случилось с нами в 30-40-е годы. М.: Политиздат, 1989. (Совместно с Э. В. Клоповым).
- Рабочее движение: документальные и аналитические материалы. М.:ИПЗ РАН, 1992. (Отв. ред.)
- Шахтерское движение: документальные и аналитические материалы. М.: ИПЗ РАН, 1992. (Отв. ред.).
- Шахтеры-92. Социальное сознание и социальный облик рабочей элиты. М.: Прогресс, 1993. (Совместно с Е. Б. Груздевой и В. В. Комаровским).
- Очерки рабочего движения в послесоциалистической России. Субъективные наблюдения, соединенные с попыткой объективного анализа промежуточных результатов исследования. М.: ИМЭМО РАН и Русско-Американский Фонд профсоюзных исследований и обучения, 1993.
- На пути к социальному партнерству. Развитие социально-трудовых отношений в современной России — от односторонне-командного управления к трехстороннему сотрудничеству. М.: Спец. приложение к бюллетеню «Конституционный вестник», 1993. (Совместно с Э.Клоповым, Э.Шаблинской и др.).
- Область возможного. Варианты социально-политического развития России и способность российского общества переносить тяготы переходного времени. М.: Русско-Американский Фонд профсоюзных исследований и обучения и ИМЭМО РАН, 1995.
- Надежда или угроза? Рабочее движение и профсоюзы в переходном обществе. М.: Русско-Американский Фонд профсоюзных исследований и обучения и ИМЭМО РАН, 1995.
- К изучению общественных проблем труда в России первой половины 90-х гг.: субъекты и объекты социально-трудовых отношений. М.: ИМЭМО РАН, 1996. (Социально-трудовые исследования. Вып. I). (Совместно с В. Г. Гимпельсоном, Э. В. Клоповым и др.)
- Положение наемных работников в России 90-х годов. Противоречия условий и оплаты труда как проявление послесоциалистического кризиса условий жизни. М.: ИМЭМО РАН, 1997. (Социально-трудовые исследования. Вып. VII)
- Крутой пласт: Шахтерская жизнь на фоне реструктуризации и общероссийских перемен (Общее редактирование — совместно с Э. В. Клоповым и И. С. Кожуховским; написание разделов). М.: Комплекс-Прогресс, 1999.
- Потери и обретения в России девяностых. Историко-социологические очерки экономического положения народного большинства. Т. 1-2. М.: Эдиториал УРСС, 2000—2001. (Совместно с Э. В. Клоповым). Т. 1. Меняющаяся страна в меняющемся мире: предпосылки перемен в условиях труда и уровне жизни. 2000. Т.2. Меняющаяся жизнь в меняющейся стране. 2001.